# TLC (Album)
TLC ist das fünfte und letzte Studioalbum der US-amerikanischen R&B-Girlgroup TLC. Es wurde am 30. Juni 2017 auf 852 Musiq veröffentlicht. Die Publikation erfolgte über Sony Music RED (Nordamerika), Liberation Music (Australien), Warner Music Group (Japan) und Cooking Vinyl (für den Rest der Welt). TLC ist primär ein Pop und R&B-Album mit Einflüssen aus den 1990ern. Das Album wurde 15 Jahre nach dem vorangehenden, 3D (2002), veröffentlicht.
Das Album erhielt zu seinem Erscheinen gemischte Kritiken. Zum einen wurde der nostalgische Klang gelobt, zum anderen sei es im Hinblick auf die sonstige Diskografie der Band enttäuschend.
TLC ist das auch das erste Album der Band, auf dem keine Beiträge vom verstorbenen Bandmitglied Lisa Lopes († 2002) erhalten sind. Stattdessen entschieden sich T-Boz und Chilli dafür, das Album als Duo aufzunehmen.
Als Singles wurden Way Back (feat. Snoop Dogg) und Haters / Joy Ride ausgekoppelt. Ersteres erreichte Platz 8 der Billboard Adult R&B Top 10.
Die in Großbritannien veröffentlichte Deluxe-Edition enthält als Bonusmaterial Neuaufnahmen der Singles No Scrubs (1999), Creep (1994), Unpretty (1999), Baby-Baby-Baby (1992) und Diggin' on You (1995).

## Hintergrund
Am 19. Januar 2015 verkündete TLC ihren Plan, ein letztes Album zu veröffentlichen, welches über eine Kickstarter-Kampagne finanziert werden soll. Das angestrebte Ziel waren 150.000 US-Dollar, die in unter 48 Stunden erreicht wurden. TLC ist dadurch das am schnellsten finanzierte Projekt in der Geschichte der Website.
Neben ihren Fans wurde die Kampagne unter anderem von New Kids on the Block (10.000 US-Dollar), Katy Perry (5.000 US-Dollar), Soulja Boy, Bette Midler und Justin Timberlake unterstützt. Der am Ende erreichte Wert belief sich auf 400.000 US-Dollar.
Auf mehrfache Nachfrage in Interviews bekräftigten Watkins und Thomas, dass TLC sich nach Veröffentlichung des Albums nicht auflösen würde. Es sei lediglich das letzte Musikprojekt der Gruppe, sie würden aber nach wie vor live auftreten.
Während der Ausarbeitung des Albums, kontaktierten Watkins und Thomas Ron Lopes, den Bruder von Lisa Lopes und baten ihn um Unterstützung, unveröffentlichtes Material in das Album einzuarbeiten. Am Ende entschieden sie sich dagegen, da ihre Beiträge nicht zum Klang des Albums gepasst hätten. Stattdessen kreierten sie als Tribut ein Interlude aus verschiedenen Interviews von Lopes.

## Vermarktung
Die Single Way Back (feat. Snoop Dogg) wurde am 14. April 2017 veröffentlicht. Sie wurde von D’Mile produziert und unter TLCs eigenem Label 852 Musiq publiziert. Live wurde das Lied zum ersten Mal in London im Mai 2017 gespielt. In den USA vermarktete TLC ihr Album unter anderem durch Auftritte bei Today und Jimmy Kimmel Live!.
Die zweite Single Haters wurde (mitsamt der B-Seite Joy Ride) am 26. Oktober 2016 veröffentlicht. In Japan und Neuseeland erschien die Single am 1. November 2016.
Die Lieder American Gold und It’s Sunny erschienen als Promotions-Material, wurden aber am Ende nicht als Singles ausgekoppelt.

## Kritik
| Professionelle Bewertungen | Professionelle Bewertungen |
| -------------------------- | -------------------------- |
| Kritiken                   |                            |
| Quelle                     | Bewertung                  |
| AllMusic                   | [ 15 ]                     |
| Clash                      | 6/10                       |
| Drowned in Sound           | 7/10                       |
| The Guardian               | [ 18 ]                     |
| NME                        | [ 19 ]                     |
| Entertainment Weekly       | B-                         |
| Paste                      | 6.1/10                     |
| Slant Magazine             | [ 22 ]                     |
| Prefix Magazine            | 7/10                       |
| Pitchfork Media            | 7.4/10                     |
| Spin                       | Mixed                      |

TLC erhielt zum Erscheinen gemischte bis positive Kritiken. Auf Metacritic wurde ein Mittelwert von 63 (basierend auf 15 Kritiken) ermittelt. AnyDecentMusic? ermittelte 6.4 von 10 (basierend auf 16 Kritiken). Kritisch ist es somit das am schlechtesten rezensierte Album in der Diskografie der Band.
Rachel Aroesti von The Guardian bewerte das Album mit 4 von 5 Sternen und nannte es „sehr nostalgisch“ und attestierte, es würde beweisen, dass „die Formel [der Band] noch funktioniert.“ Andy Kellmann von AllMusic bezeichnete das Album als „passender für Radio Disney als für Hot 97“. Der Song Haters klinge so, als wäre er „für eine Teenie-Popgruppe geschrieben worden.“
In einer gemischten Kritik lobte Felicity Martin von Clash die Single Way Back als „perfekte Comeback-Single“, kritisierte aber andere Lieder wie It’s Sunny als „kitschig“.
In einer positiven Kritik von Jim Farber von Entertainment Weekly beschrieb dieser die Lieder des Albums als „gut“, jedoch „sind sie nicht auf einem Level mit ihrer alten Musik“. Eine Entwicklung hob er dabei als besonders positiv hervor: ihre erwachsene Perspektive auf die Nostalgie.
In einer anderen gemischten Kritik kritisierte Nick Levine von New Musical Express den „Kitsch“ einiger Lieder, außerdem seien viele der Lieder austauschbar und längen nach „jedem anderen R&B-Song im Radio“. Das Lied Scandalous hingegen sei ein „Triumph“ und eine „Erinnerung an die alte Großartigkeit der Gruppe“.
In einer positiven Kritik lobte Julianne Shepherd von Pitchfork Media die „Girlpower des Albums“, bemängelte jedoch auch, dass die Lieder nicht dieselbe Qualität aufwiesen wie ältere Produktionen. Philippa Barr von Drowned in Sound kritisierte It’s Sunny als „Klischee“; sehr gut hingegen seien die „Club-Hymnen“ und „Frauenpower-Songs“ des Albums.

## Kommerzielle Verdienste
TLC debütierte in den USA auf Platz 38 der Billboard 200 und verkaufte 12.000 Einheiten in der ersten Verkaufswoche. Das Album verblieb eine Woche in den Charts und ist damit sowohl das schlecht-platzierteste als auch am kürzesten währende Album der Band. Ähnlich verhielt es sich in Großbritannien, wo das Album Platz 40 erreichte.

## Titelliste
| #  | Titel               | Gastbeitrag | Produzent                                                | Länge |
| -- | ------------------- | ----------- | -------------------------------------------------------- | ----- |
| 1  | No Introduction     |             | Dunlap Exclusive, Joshua Richardson, Carnoy Watkins      | 3:02  |
| 2  | Way Back            | Snoop Dogg  | D’Mile                                                   | 3:46  |
| 3  | It’s Sunny          |             | Ron Fair                                                 | 3:23  |
| 4  | Haters              |             | Busbee, Casper & B                                       | 2:40  |
| 5  | Perfect Girls       |             | Ayo Kayo, David Reed, Desmond Washington                 | 3:05  |
| 6  | Interlude           | Lisa Lopes  | Desmond Peterson                                         | 1:11  |
| 7  | Start a Fire        |             | Ayo Kayo                                                 | 4:02  |
| 8  | American Gold       |             | Ayo Kayo, Tipz                                           | 3:38  |
| 9  | Scandalous          |             | Cory Mo                                                  | 3:32  |
| 10 | Aye Muthafucka      |             | Drephantom, Tipz                                         | 3:16  |
| 11 | Joy Ride            |             | Knotch, Tipz, Chris Malloy, Niko McKnight, Raymond Komba | 4:18  |
| 12 | Way Back (extended) | Snoop Dogg  | D’Mile                                                   | 4:26  |

Deluxe-Edition
| #  | Titel                              | Gastbeitrag | Produzent                          | Länge |
| -- | ---------------------------------- | ----------- | ---------------------------------- | ----- |
| 13 | No Scrubs (2013 Re-Recording)      |             | She’kspere                         | 3:32  |
| 14 | Creep (2013 Re-Recording)          |             | Dallas Austin                      | 4:23  |
| 15 | Unpretty (2013 Re-Recording)       |             | Dallas Austin                      | 4:38  |
| 16 | Baby-Baby-Baby (2013 Re-Recording) |             | L.A. Reid, Babyface, Daryl Simmons | 4:58  |
| 17 | Diggin' on You (2013 Re-Recording) |             | Babyface                           | 4:09  |

Japanische Edition
| #  | Titel                              | Gastbeitrag | Produzent       | Länge |
| -- | ---------------------------------- | ----------- | --------------- | ----- |
| 13 | Joy Ride (TJO Remix)               |             | Tipz, Knotch    | 4:18  |
| 14 | It’s Sunny (Lucas Valentine Remix) |             | Lucas Valentine | 3:23  |

## Kommerzieller Erfolg

### Chartplatzierungen
| \| ChartsChartplatzierungen \| Höchstplatzierung \| Wochen \| \| ---------------------------------- \| ----------------- \| ------ \| \| Deutschland (GfK)[37] \| 81 (1 Wo.) \| 1 \| \| Vereinigte Staaten (Billboard)[38] \| 38 (1 Wo.) \| 1 \| \| Vereinigtes Königreich (OCC)[39] \| 40 (1 Wo.) \| 1 \| |                   |        |
| ChartsChartplatzierungen | Höchstplatzierung | Wochen |
| Deutschland (GfK) | 81 (1 Wo.)        | 1      |
| Vereinigte Staaten (Billboard) | 38 (1 Wo.)        | 1      |
| Vereinigtes Königreich (OCC) | 40 (1 Wo.)        | 1      |

### Auszeichnungen für Musikverkäufe
Es debütierte auf Platz 38 in den Billboard 200 und verkaufte 12.000 Einheiten in der ersten Verkaufswoche, womit es das kommerziell am schlechtesten abschneidende Album der Band ist.
| Land/Region               | Auszeichnungen für Musikverkäufe (Land/Region, Auszeichnung, Verkäufe) | Verkäufe |
| ------------------------- | ---------------------------------------------------------------------- | -------- |
| Vereinigte Staaten (RIAA) | —                                                                      | 12.000   |
| Insgesamt                 | —                                                                      | 12.000   |

Hauptartikel: TLC (Band)/Auszeichnungen für Musikverkäufe